# Mörk klippdynlav
Mörk klippdynlav (Micarea subnigrata) är en lavart som först beskrevs av William Nylander och fick sitt nu gällande namn av Brian John Coppins & H. Kilias. 
Mörk klippdynlav ingår i släktet Micarea och familjen Pilocarpaceae.  Arten är reproducerande i Sverige. Inga underarter finns listade i Catalogue of Life.